# Южный Урал — Металлург
Хоккейный клуб «Металлу́рг» Медногорск — команда по хоккею с шайбой из города Медногорска Оренбургской области.

## История
Датой основания клуба считается 1956 год, когда команда «Медносерный комбинат» впервые выступила в турнире в городе Серов Свердловской области, хотя регулярные тренировки команды начались в 1955 году.
Инициатором создания команды по хоккею с шайбой («канадский хоккей») при Медногорском медно-серном комбинате выступил в 1953 году директор комбината К. И. Ушаков, сам активно игравший в широко распространённый в то время хоккей с мячом («русский хоккей»).
В сезоне 1960/61 команда приняла участие в первенстве РСФСР (как Медносерный комбинат Медногорск).
С 2007 года домашние матчи проходят в ледовом дворце «Айсберг» (на 1000 мест). Команда является фарм-клубом команды ВХЛ «Южный Урал» города Орск.
В 2007—2011 команда выступала в первой лиге России. Победитель плей-офф дивизиона «Поволжье» первой лиги (2008); в 2011 году — финалист аналогичного турнира и участник финального турнира первой лиги (где выступил неудачно).
С 2011 года «Металлург» Медногорск выступал в первенстве МХЛ.
В сезоне 2014/15 Оренбургскую область в МХЛ-Б представляла команда «Южный Урал — Металлург», которая проводила домашние матчи как в Орске, так и в Медногорске.